# 望江县
望江县在安徽省西南部、长江北岸，是安庆市下辖的一个县，邻接江西省。区域总面积为1357平方公里，常住总人口約47万。县人民政府驻华阳镇。
望江县古有「雷池」，是成语“不敢越雷池一步”的所在地。

## 历史沿革
东晋义熙元年（405年）始设新冶县，属豫州晋熙郡。隋开皇十一年（591年）改为义乡县，属熙州；开皇十八年（598年）改为望江县，属同安郡。

## 行政区划
望江县下辖8个镇、2个乡：
雷阳街道、吉水街道、回龙街道、华阳镇、杨湾镇、漳湖镇、赛口镇、高士镇、鸦滩镇、长岭镇、太慈镇、雷池镇、凉泉乡和望江县经济开发区。

## 人口
根据望江县第七次全国人口普查结果，现将2020年11月1日零时，全县常住人口的基本情况公布如下：全县常住人口为462367人，与2010年望江县第六次全国 人口普查的526712人相比，减少64345人，下降12.22%，年乎
均下降1.29%。

## 交通
- 公路：目前有 206国道、 105国道、 347国道、安九公路、 沪蓉高速、 济广高速公路。
- 水路：县境有华阳港通过长江构成水路交通。
- 铁路：目前未有铁路线经过。（望江县铁路建设工程目前已经提上日程）

望东长江公路大桥：是八百里皖江上游的第一座长江大桥，望东长江公路大桥向南通江西、广东，是安徽省的门户桥梁。”（目前已经通车）
- 望江城区目前有6条公交线路。